# Csang-o–5
A Csang-o–5 ( 嫦娥五号, Csang-o vu-hao , vagyis Holdistennő-5) az ötödik kínai holdszonda, és egyben a Csang-o-program ötödik eleme. Az űreszköz funkciója az, hogy leszálljon a Holdon, kőzetmintákat gyűjtsön, felszálljon és visszatérjen a Föld körüli pályára, majd az összegyűjtött kőzetmintákat egy leszállóegységben visszajuttassa a Földre.

## Küldetés
A szonda fölbocsájtását eredetileg 2017-re tervezték, de a CZ-5 (Hosszú Menetelés–5) rakéta problémái miatt először 2019-re, majd 2020 novemberére halasztották a fellövést.
Mindezt megelőzően még 2014-ben tesztelték a program fő elemeit a Csang-o–5-T1 űreszközzel, amelyet 2014. október 23-án lőttek föl. A szonda megkerülte a Holdat, de nem szállt le, hanem visszatért a Földhöz és leszállóegysége 2014. október 31-én sikerrel földet ért Belső-Mongóliában. Az orbitális egység eközben az L2 Lagrange-pontba állt át, ahol 2015. január 4-ig tartózkodott, majd a Hold körüli keringési pályára állt, ahol a Csang-o–5 program különböző elemeit tesztelte, és a leszállás tervezett helyszínéről készített képeket.
A Csang-o–5 szondát a 2020. november 23-án indították a kínai Hajnan szigeten lévő Vencsang Űrközpontból. A Holdra 2020. december 1-én, magyar idő szerint 16:11-kor szállt le.
Feladata, hogy 2 kg mintát gyűjtsön a Holdon, méghozzá nem csak a felszínről, hanem két méteres mélységből is, és az így gyűjtött anyagot visszajuttassa a Földre. A visszatérés tervezett dátuma a december 16-17., helyszíne Belső-Mongólia.

## Műszerei
A leszállóegységen több kamera segítette a leszállást, majd a helyszín feltérképezését. A kőzetek helyi elemzése kőzetspektrométerrel és a talaj gáztartalmát valamint összetételét elemző műszerekkel történik. A kőzetminta két méteres mélységből való kinyeréséhez távirányítású fúró ad segítséget.